# Tipula baliopteroides
Tipula baliopteroides är en tvåvingeart som beskrevs av Alexander 1945. Tipula baliopteroides ingår i släktet Tipula och familjen storharkrankar. Inga underarter finns listade i Catalogue of Life.